# موابا تاون (نيفادا)
موابا تاون (بالإنجليزية: Moapa Town)‏ موابا هي بلدة غير مدخلة  ومكان مخصص للتعداد (CDP) في مقاطعة كلارك في ولاية نيفادا الأمريكية. بلغ عدد السكان 1,025 حسب تعداد عام 2010.  وهي أكبر بلدة في مقاطعة كلارك حسب مساحة الأرض. وبها كل من ثاني وثالث أطول بناء في ولاية نيفادا، برج موابا إنترفيسيون وبرج موابا كيمب على التوالي.